# Declarația de la Langeac
Declarația de la Langeac este o declarație internațională privitoare la bazele și principiile implementării unui statut de egalitate între părinți, dorindu-se a oferi o alternativă la tratamentul inegal de la acea vreme dintre mame și tați, precum și la problemele cronice din practica și teoria familiei din lumea occidentală.
Emisă în timpul conferinței internaționale privind statutul părinților, care a avut loc în perioada 25-31 iulie 1999 în Langeac, Franța și la care au participat reprezentanți ai unor organizații ale părinților din zece țări, declarația a reprezentat o înțelegere unanimă cu privire la faptul că statutul de egalitate între părinți servește cel mai bine interesului superior al copilului.
Declarația enunță faptul că promovarea egalității între părinți, atât în timpul mariajului cât și după o eventuală separare, trebuie susținută prioritar de către agențiile guvernamentale. 
Declarația a fost tradusă în 6 limbi.
Declarația a fost susținută de către organizația neguvernamentală Dutch Parents Platform care a organizat o a doua conferință asupra acestei teme în anul 1999. Textul final al declarației acestei ultime conferințe suna așa:
| “ | Cei prezenți la conferința internațională din 26 noiembrie 1999 din Utrecht privitoare la Declarația de Langeac (cu 7 participanți din 5 țări diferite) au plăcerea să aducă în atenția reprezentanților lor din Parlamentul European faptul că mamele și tații trebuie să aibă în orice moment, responsabilități (adică drepturi și obligații) egale cu privire la copiii lor și faptul că creșterea și îngrijirea cea mai bună a copiilor se poate realiza doar atunci când atât tații cât și mamele sunt implicați în toate aspectele privitoare la copiii lor. Ei cer astfel o discuție mai detaliată a ideilor cuprinse în Declarația de la Langeac. | ” |
|   | |   |

## Documente similare ca semnificație
- Manifestul din iunie 2011 privitor la problemele sistemului drepturilor copilului emis de către Asociația Română pentru Custodia Comună.